# 拉帕島尖鼻魨
拉帕島尖鼻魨（學名：Canthigaster rapaensis）為輻鰭魚綱魨形目四齒魨亞目四齒魨科的其中一種，被IUCN列為易危保育類動物，為熱帶海水魚，分布於中太平洋東部法屬波里尼西亞、拉帕島海域，體長可達7.8公分，棲息在礁石區，生活習性不明。